# Бережани (футбольний клуб)
«Сокіл» — аматорський футбольний клуб з міста Бережан Бережанського району Тернопільської області. Виступав у чемпіонаті ААФУ 2008 року.

## Колишні назви
- «Лисоня» (1992, 1993, 2001—2002)
- «Сокіл-Енергетик» (2007).

## Історія

### 1920—1930 роки
Зокрема, у той час за клуб виступали наступні гравці: В. Гусак, С. Снилик, М. Хоманчук, М. Пришляк, С. Мороз, В. Пришляк, М. Вавриків, М. Кушнір, Вридник (Оцьо), Е. Содомора, М. Чобич.

### «Нива» Бережани
Вперше великий футбол прийшов у Бережани у 1982 році, коли тут створили Міжгосподарський спортивний клуб та сюди переїхала «Нива» з Підгайців. «Нива» представляла Бережани в чемпіонаті УРСР серед команд 2-ї ліги у 1983—1984 роках. Після реконструкції стадіону «Авангард» переїхала до Тернополя.

### «Лисоня»
Знову серед професіоналів футболісти з Бережан з'явилися у першому незалежному чемпіонаті України. Команда під назвою «Лисоня» виступала у перехідній лізі в 1992 році. Клуб провів у цій лізі два сезони, змінив назву на «Сокіл» і повернувся на аматорський рівень.

### «Сокіл»
Бережанці продовжили виступи в чемпіонаті та кубку Тернопільської області. Клуб ставав чемпіоном області у 2000 і 2001 роках. У 1998 став володарем Кубка Тернопільської області. В сезоні 2005/06 «Сокіл» провів два матчі в Другій лізі. Бережанці були регулярні учасники Чемпіонатів України серед аматорських команд.

## Всі сезони в незалежній Україні
| Сезон   | Чемпіонат                | Чемпіонат | Чемпіонат | Чемпіонат | Чемпіонат | Чемпіонат | Чемпіонат | Чемпіонат | Кубок           | Кубок | Кубок | Кубок | Кубок | Кубок | Кубок | Примітка                                   |
| Сезон   | Ліга                     | Місце     | І         | В         | Н         | П         | М         | О         | Етап            | І     | В     | Н     | П     | М     | О     | Примітка                                   |
| ------- | ------------------------ | --------- | --------- | --------- | --------- | --------- | --------- | --------- | --------------- | ----- | ----- | ----- | ----- | ----- | ----- | ------------------------------------------ |
| 1992    | Перехідна Перша підгрупа | 8 з 9     | 16        | 2         | 6         | 8         | 14−21     | 10        | —               | —     | —     | —     | —     | —     | —     | «Лисоня»                                   |
| 1992/93 | Перехідна                | 16 з 18   | 34        | 7         | 9         | 18        | 20−53     | 23        | —               | —     | —     | —     | —     | —     | —     | Перше коло — «Сокіл», друге — «Лисоня»     |
| 2005/06 | Друга Група А            | 16 з 16   | 0         | 0         | 0         | 0         | 0−0       | 0         | Попередній етап | 1     | 0     | 1     | 0     | 0−0   | 1     | «Сокіл», знявся із змагань після 2-го туру |
| Всього  | Перехідна                | 2 сезони  | 50        | 9         | 15        | 26        | 54−74     | 33        | >1 сезон        | 1     | 0     | 1     | 0     | 0−0   | 1     |                                            |

## Відомі люди

### Тренери
- Юрій Бондаренко